# Agnihotra
Agnihotra (IAST : Agnihotra, Devnagari : अग्निहोत्र) désigne un rituel védique yajna consistant à jeter du beurre clarifié ghee dans un feu sacré. Il peut inclure une offrande biquotidienne de lait chaud faite par les pratiquants de la tradition Śrauta. Le rituel a été décrit par P.E. Dumont comme un "sort de fertilité" ainsi que comme un "sort solaire" qui représenterait symboliquement la préservation du soleil à la tombée de la nuit et sa création au lever du jour.
Cette tradition remonterait à l'époque védique, durant laquelle les Brahmanes exécutaient le rituel d'Agnihotra en chantant des versets du Rigveda. Il ferait partie d'un héritage plus vaste, indo-iranien. En effet, il ressemble beaucoup au rituel zoroastrien d'adoration du feu, le Yasna Haptaŋhāiti, qui est mentionné dans les textes en ancien avestan. Dans la religion védique antique, l'Agnihotra était le rite publique le plus simple, et le chef de chaque famille brahmane et Vaishya devait le pratiquer deux fois par jour. Il est populaire depuis longtemps en Inde comme on peut le voir dans les Upaniṣhads qui le décrivent. Ce rituel est aujourd'hui pratiqué en Inde, au Népal mais aussi dans de nombreuses régions du sous-continent indien. Le brahmane qui l'exécute est appelé un Agnihotri.

## Agnihotra védique

### Préliminaires

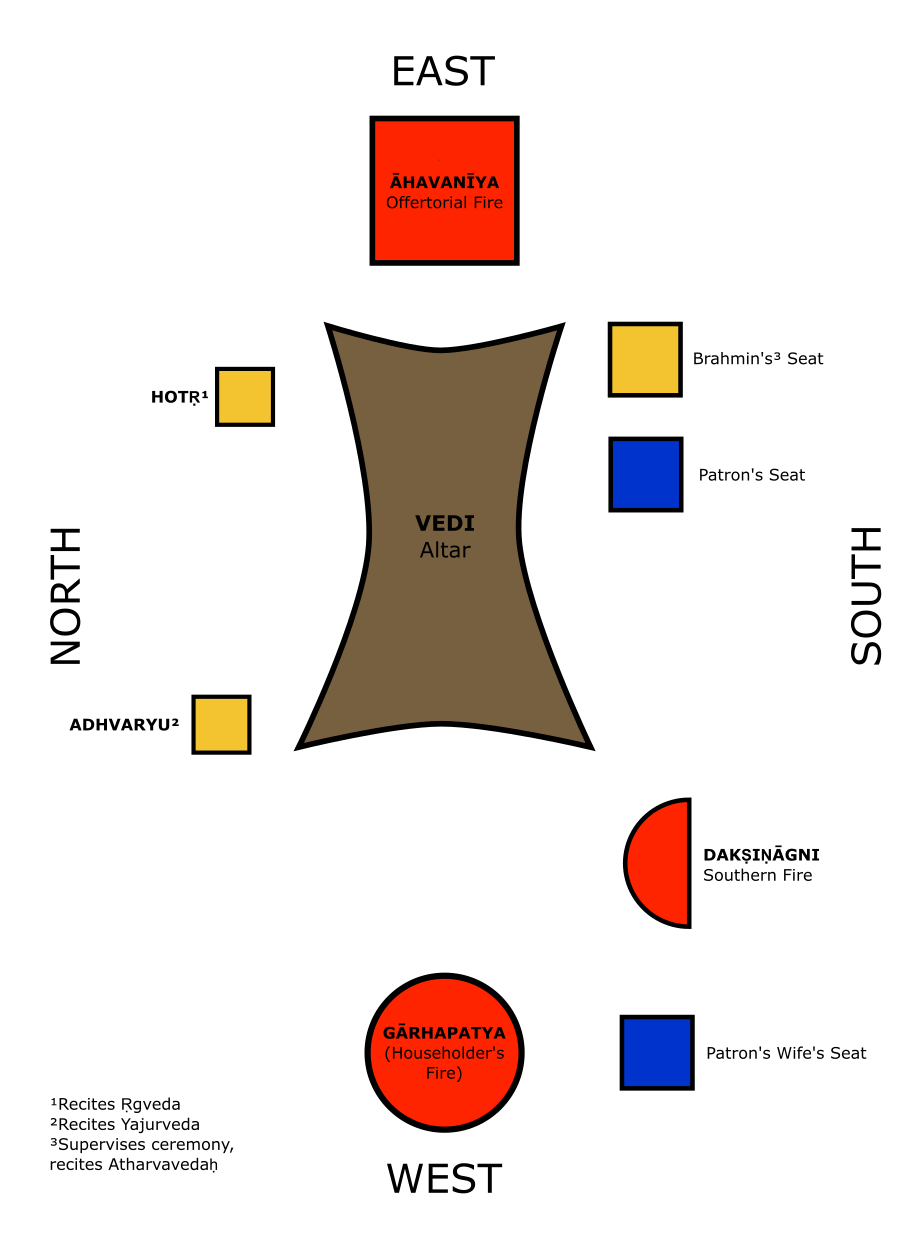
Espace sacrificiel typique utilisé dans les rituels védiques yajnas, avec les positions des officiants.

Le rituel est effectué deux fois par jour, juste avant ou après le lever du soleil et après le coucher du soleil ou au moment de l'apparition de la première étoile nocturne. Les agnihotras du matin et ceux du soir diffèrent par les mantras et les chants entonnés par les officiants. Au moins quatre personnes prennent part au sacrifice: le sacrificateur, qui fait appel aux prêtres pour accomplir la cérémonie (il doit être brahmane ou vaisya mais il ne peut être de la caste des ksatriyas), son épouse, un adhvaryu et un trayeur,.
Les rituels védiques sont généralement exécutés par quatre prêtres : l’adhvaryu qui est responsable des détails matériels du sacrifice et chante le Yajurveda, un hotṛi qui récite le Rigveda, un udgātṛi qui chante les hymnes du Samaveda et un brahman qui supervise la cérémonie et récite l'Atharvaveda tout en corrigeant les erreurs qui peuvent survenir. Il y a trois feux : un feu offert à l'est appelé āhavanīya allumé dans un brasero carré, un feu à l'ouest appelé le gārhapatya allumé dans un brasero circulaire, qui représente le feu du maître de maison, et un feu au sud simplement appelé le dakṣiṇāgni (feu du sud). Pendant les cérémonies, un tisonnier, un pot appelé agnihotrasthālī, une cuillère connue sous le nom de sruva et une grande louche appelée agnihotrahavani sont tous utilisés. Au centre de l'espace rituel se trouve un autel en terre appelé le vedi, où sont placés les outils pour effectuer le rituel.

### Rituel
Lorsque la zone sacrificielle a été nettoyée et le feu sacrificiel allumé, une vache est amenée sur le terrain et le trayeur, un ā́rya (qui ne peut être un śūdra),, récite des mantras devant elle, puis amène un veau sur le côté droit de sa mère avant de commencer la traite. Le lait est conservé dans l'agnihotrasthālī, qui ne peut avoir été fabriqué que par un ā́rya. Lorsque la traite est terminée, l'adhvaryu verse de l'eau autour des trois feux, avant de faire bouillir le lait recueilli sur des charbons tirés du foyer gārhapatya. L'adhvaryu puise le lait de l'agnihotrasthālī à l'aide de la louche agnihotrahavani, puis le verse deux fois sur des bâtons sacrificiels : sur le premier en récitant des mantras, et sur le second en silence. Il consomme ensuite rituellement une partie du lait avant de placer les bâtonnets dans le foyer āhavanīya. Lorsque les libations sont terminées, la louche agnihotrahavani est nettoyée avec de l'herbe Darbha et remplie d'eau. Elle est ensuite chauffée sur l'āhavanīya pendant que des mantras supplémentaires sont récités, puis elle est versée sur l'autel vedi comme libation supplémentaire. Dans certaines versions du rituel (mais pas celle décrite dans le Tattirīya Brahmana), il y a aussi l'offrande d'un brin d'herbe au foyer āhavanīya. Lorsque la cérémonie est terminée, l'adhvaryu sirote une partie de l'eau restante, récite le mantra "Depuis Rta, j'ai trouvé Satya " et verse l'eau sur sa tête.

### Mythologie
Les textes brāhmaṇas décrivent plusieurs mythes expliquant l'origine de l'agnihotra. Dans l'un d'eux, Prajapati, après avoir créé Agni, offre la sueur de son front (qui est devenu du beurre ghee) ou son œil après avoir entendu sa voix lui ordonner de se sacrifier, créant Surya. L'exclamation "svāhā", déclamée lorsque les offrandes sont faites dans le feu sacrificiel, serait issue d'une combinaison de svā (propre) et āha (déclaré). Selon un autre mythe, l'agnihotra est une version condensée d'un sacrifice millénaire que Prajapati et les autres dévas ont accompli pour acquérir du pouvoir divin.

## Les rituels d'Agnihotra au Népal
Michael Witzel (1992) localise hypothétiquement le premier Agnishala à Jhul (Mātātīrtha), sur la crête ouest de la vallée de Katmandou et plus tard sur la rive sud du palais d'Aṃśuvermā à Hadigaon, Katmandou. La première source de preuves d'inscription provient de Tachapal tole, à l'est de la ville de Bhaktapur, et est illustrée par une légende selon laquelle le roi Maithila Harisiṃhadeva établirait le yantra de Taleju Bhavānī dans la maison d'un Agnihotri. À partir de 1600 de notre ère, l'Agnihotra est uniquement attesté au temple d'Agnishala à Patan.
Le premier enregistrement du rituel d'Agnihotra au Népal dont on dispose est une inscription du roi Anandadeva rédigée en 1140 de notre ère et qui mentionne l'initiation de ses deux fils, Yasho Malla et le prince Somesvara à Agnimatha (ou Agnishala à Lalitpur). Le temple d' Agnishala maintient depuis le XIIe siècle la tradition de l'Agnihotra et malgré de nombreux changements de rituels, la nature védique d'origine de la célébration est toujours intacte,. L'Agnishala est entretenu par les brahmanes newar Rajopadhyaya de Patan, qui sont les premiers brahmanes yajurvedic de Krishna du Népal.
En plus de ces agnishalas traditionnels, Michael Witzel en recense d'autres plus récents :
- à l'extrémité sud du temple de Pashupatinath (un site du patrimoine mondial de l'UNESCO du Népal) mené par un brahmane purbe. Pratiqué depuis près de 200 ans maintenant, cet Agnishala, a bénéficié depuis 1974, de 18 000 roupies népalaise (alors environ 7 000 dollars américains) de subventions annuelles offertes par le gouvernement.
- à Kumarigal, au sud de Boudhanath (autre site du patrimoine mondial de l'UNESCO au Népal) à Katmandou mené par Narayan Prasad, un brahmane purbe.
- enfin à Thamel, au nord du centre de Katmandou mené par Tirtha Raj Acharya

## L'Agnihotra dans l'Inde moderne

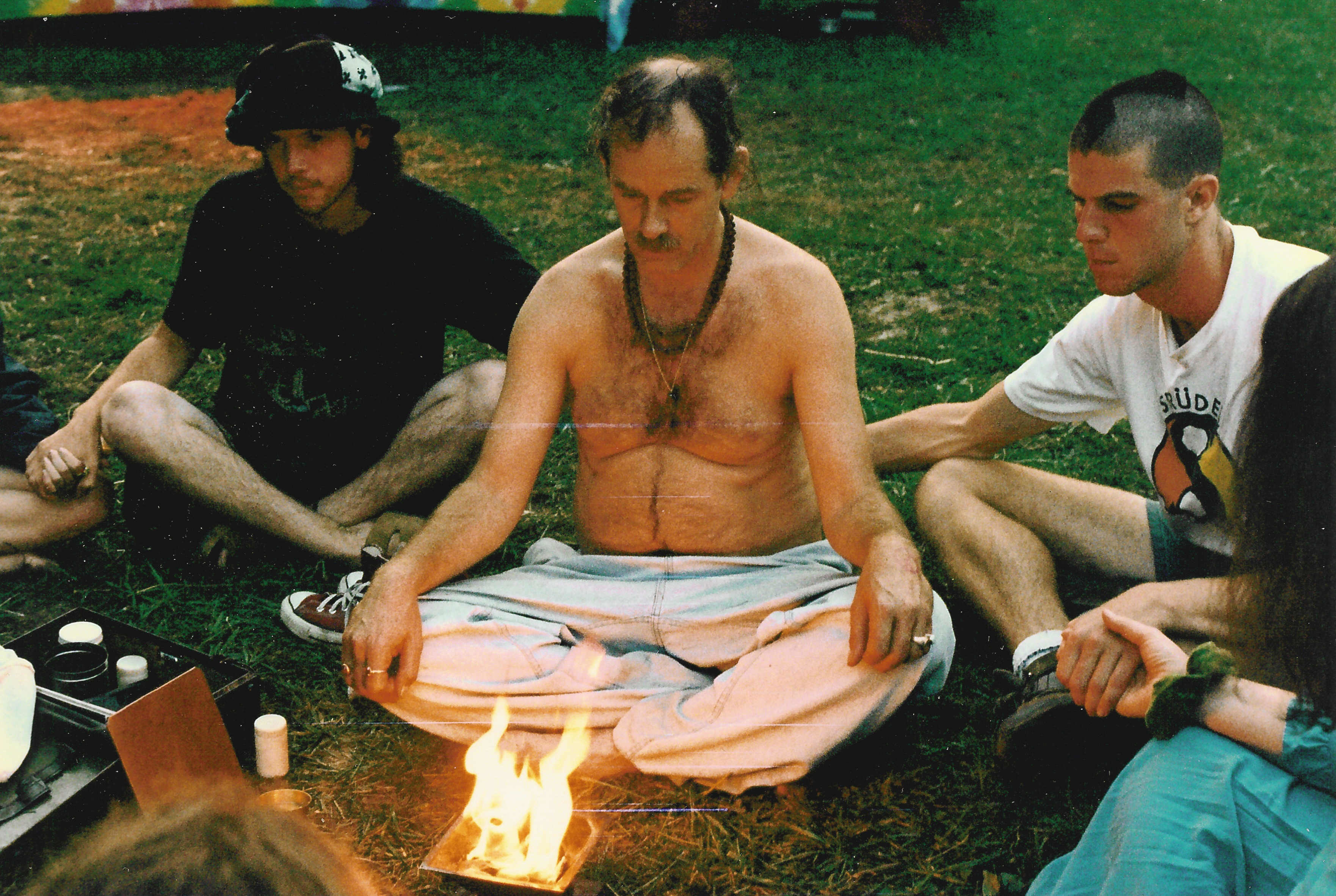
Un rituel d'Agnihotra moderne, suivant les enseignement de Gajanan Maharaj, en Colombie - Britannique.

Une variante simplifiée de la cérémonie agnihotra a été popularisée au milieu des années 1900 par Gajanan Maharaj, impliquant la coulée de ghee et de riz brun en un seul feu allumé dans un brasero en cuivre de forme de pyramide avec de la bouse de vache et des quantités supplémentaires de ghee. Il inclut également la récitation de mantras au cours du processus. Les praticiens revendiquent un certain nombre de bénéfices physiques et environnementaux à l'exécution de ce rituel, souvent qualifiés de pseudoscientifiques. En 2007, Sylvia Kratz et Ewald Schaung ont découvert que même si les cendres d'Agnihotra augmentaient peut-être la quantité de phosphore dans le sol, les niveaux étaient les mêmes, que la cérémonie se déroule aux heures prescrites et avec ou sans mantras. La composition de la pyramide s'est avérée être un facteur, les cendres créées dans les pyramides de fer contenant beaucoup moins de phosphore que celles créées dans les braseros en cuivre.

### Mantras
Comme dans l'Agnihotra védique, la version moderne de l'Agnihotra inventée par Gajanan Maharaj et par des groupes tels que Homa Therapy, a deux variantes : une pour le soir et une pour le matin. Au coucher du soleil, le praticien dit "Agnaye svāhā idam Agnaye na mama" ( Devanagari : अग्नये स्वाहा इदम् अग्नये न मम), offrant la première moitié du riz ou du ghee dans le feu après que le mot "svāhā" ait été déclamé. Après que le premier mantra, le praticien récite: "Prajāpataye svāhā prajāpataye idam na mama" (Devanagari: प्रजापतये स्वाहा प्रजापतये इदम् न मम मम), offrant la deuxième moitié du riz ou du ghee immédiatement après le mot "svāhā". L'Agnihotra du matin est identique, à l'exception du fait que le dieu Surya est substitué à Agni.